# John Hodiak
John Hodiak (Pittsburgh, 16 april 1914 - Los Angeles, 19 oktober 1955) was een Amerikaanse acteur die optrad in films, toneel en op de radio.

## Biografie

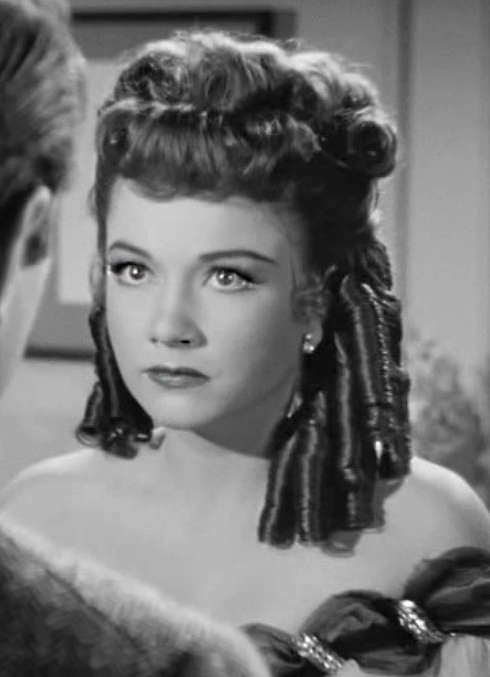
Anne Baxter in All About Eve

John was de zoon van Walter Hodiak (Oekraïne, 1888 - Verenigde Staten, 1962) en Anna Pogorzelec (Polen, 1888 - Verenigde Staten, 1971) en groeide op in Hamtrack, Michigan. Hij begon op elfjarige leeftijd met acteren in de Oekraïense Grieks-Katholieke Kerk. Toen al was het zijn wens om acteur te worden. John Hodiak probeerde het eerst bij de radio, maar hij werd geweigerd door zijn Slavisch accent. Na spraakoefeningen kreeg hij uiteindelijk een baan aangeboden bij een radiostation in Chicago, waar hij in een programma de rol vertolkte van stripfiguur Li'l Abner.
In 1942 vestigde John Hodiak zich in Hollywood, waar hij een contract kreeg bij Metro-Goldwyn-Mayer. De filmmaatschappij wilde zijn naam veranderen, maar Hodiak weigerde met de woorden: "I like my name. It sounds like I look." Na een aantal kleine rollen werd Hodiak in 1944 ontdekt door Alfred Hitchcock, die hem castte voor zijn film Lifeboat (20th Century Fox). Na zijn geslaagde vertolking in de film als de drenkeling John Kovac volgde er meer grote rollen, zoals in A Bell for Adano (1945) en Somewhere in the Night (1946).
Hodiak trouwde op 7 juli 1946 met de actrice Anne Baxter (The Magnificent Ambersons, All About Eve, The Ten Commandments). Op 9 juli 1951 kregen ze een dochter: Katrina Hodiak, die later actrice werd. Hodiak scheidde van Baxter in 1953.
Na een aantal slechte recensies maakte John Hodiak in 1953 zijn debuut op Broadway theatre in The Chase. Het toneelstuk zelf werd slecht gerecenseerd, maar John Hodiak kreeg lovende kritieken voor zijn rol. Later werd hij gecast voor het toneelstuk The Caine Mutiny Court-Martial, door Herman Wouk.
Op 19 oktober 1955 stierf John Hodiak  aan een hartaanval. Hij was op dat moment bezig aan de film On the Treshold of Space. De filmmaatschappij, 20th Century Fox, besloot dat ze genoeg filmmateriaal van John Hodiak hadden om de film af te maken.

## Filmografie
- 1943 - A Stranger in Town ... Hart Ridges
- 1943 - Swing Shift Maisie ... Clerk (uncredited)
- 1943 - I Dood It ... Roy Hartwood
- 1944 - Song of Russia  ... Boris Bulganov
- 1944 - Lifeboat ... John Kovac
- 1944 - Maisie Goes to Reno ... Philip Francis "Flip" Hennahan
- 1944 - Marriage Is a Private Affair ... Lieutenant Tom Cochrane West
- 1944 - Sunday Dinner for a Soldier  ... Sgt. Eric Moore
- 1945 - A Bell For Adano ... Maj. Victor P. Joppola
- 1946 - The Harvey Girls ... Ned Trent
- 1946 - Two Smart People ... Ace Connors
- 1946 - Somewhere in the Night ... Larry Cravat (George W. Taylor)
- 1947 - The Arnelo Affair ... Tony Arnelo
- 1947 - Desert Fury ... Eddie Bendix
- 1947 - Love from a Stranger ... Manuel Cortez
- 1948 - Homecoming... Dr. Robert Sunday
- 1948 - Command Decisionn ... Col. Edward Rayton Martin
- 1949 - The Bribe ... Tug Hintten
- 1949 - Battleground ... Pvt. Donald Jarvess
- 1949 - Malaya ... Kellar
- 1950 - Ambush ... Capt. Ben Lorrison
- 1950 - A Lady Without Passport ... Peter Karczag INS (Josef Gumbaugh)
- 1950 - The Miniver Story ... Spike Romway
- 1951 - Night Into Morning ... Tom Lawry
- 1951 - The People Against O'Hara ... Louis Barra
- 1951 - Across the Wide Missouri ... Brecan
- 1952 - The Sellout ... Chick Johnson
- 1952 - Battle Zone ... Danny
- 1953 - Ambush at Tomahawk Gap ... McCord
- 1953 - Mission Over Korea ... Capt. George Slocum
- 1953 - Conquest of Cochise ... Cochise
- 1954 - Dragonfly Squadron ... Maj. Matthew Brady
- 1955 - Trial ... Dist. Atty. John J. Armstrong
- 1956 - On the Threshold of Space ... Maj. Ward Thomas

## Waardering
- John Hodiak heeft een ster op de Hollywood Walk of Fame (op 6101 Hollywood Boulevard).[2]

- Biblioteca Nacional de España: XX4857297
- Bibliothèque nationale de France: cb140529670 (data)
- Catàleg d'autoritats de noms i títols de Catalunya: 981058596009406706
- Gemeinsame Normdatei: 141025794
- International Standard Name Identifier: 0000 0000 7777 8399
- Library of Congress Control Number: no96046050
- MusicBrainz: ba963c56-764d-4d0f-bd8f-89f4b28936e8
- Nationale Bibliotheek van Tsjechië: xx0161190
- Système universitaire de documentation: 125363478
- Virtual International Authority File: 16819937
- WorldCat: E39PBJgMBkyf8RdMx7ydFbpHG3